# Зимбабве на зимних Олимпийских играх 2014
Зимбабве впервые в истории принимала участие в зимних Олимпийских играх, которые проходили в Сочи, Россия с 7 по 23 февраля. Делегация была представлена одним спортсменом — горнолыжником Люком Штейном, родившимся в Зимбабве, но выросшим в Швейцарии.

## Горнолыжный спорт
Зимбабвийский спортсмен Люк Штейн квалифицировался на Олимпиаду согласно квотам FIS.
Мужчины
| Спортсмен | Дисциплина        | 1-я попытка | 2-я попытка | Всего   | Отставание | Место |
| --------- | ----------------- | ----------- | ----------- | ------- | ---------- | ----- |
| Люк Штейн | Гигантский слалом | 1:32,20     | 1:34,35     | 3:06,55 | +21,26     | 57    |
| Люк Штейн | Слалом            | DNF         | DNF         | DNF     | DNF        | DNF   |